# Naturschutzgebiet Repe

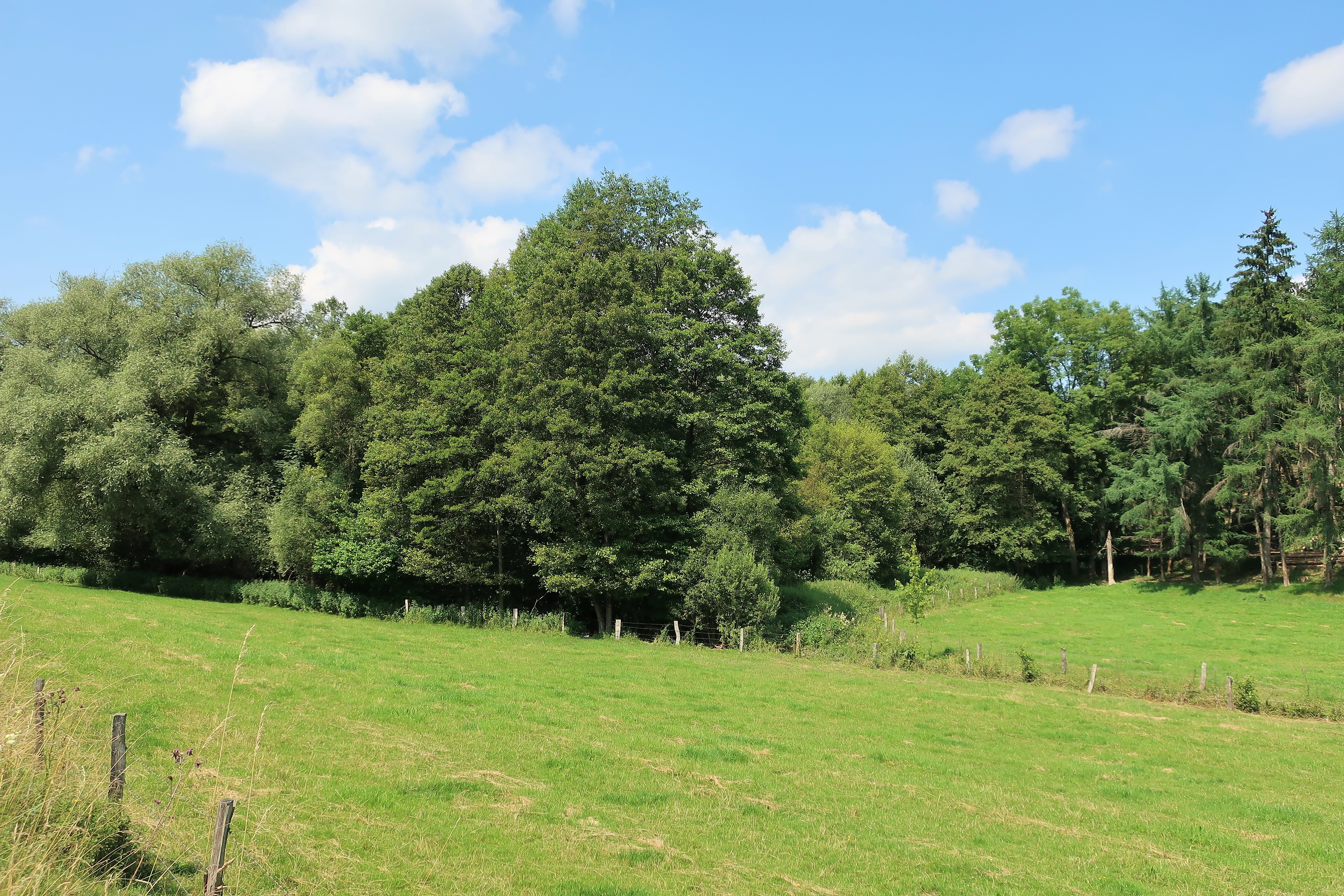
Naturschutzgebiet Repe

Das Naturschutzgebiet Repe ist ein 2,94 ha großes Naturschutzgebiet östlich von Repe im Stadtgebiet von Attendorn im Kreis Olpe in Nordrhein-Westfalen. Es wurde 2003 im Rahmen der Aufstellung des Landschaftsplanes Attendorn-Heggen-Helden einstweilig sichergestellt und 2006 vom Kreistag mit dem Landschaftsplan Nr. 3 Attendorn-Heggen-Helden ausgewiesen. Das NSG schließt direkt an die Bebauung vom Dorf Repe an. Nördlich liegt direkt die Repetalstraße und südlich die Kreisstraße K 17.

## Gebietsbeschreibung
Bei dem NSG handelt es sich um einen Bereich mit dem Bach Repe (Fluss) und Aue, mit zum Zeitpunkt der NSG-Ausweisung meist brachgefallenen feuchten Grünland. Laut Landschaftsplan sollen die brachgefallenen wieder beweidet werden. In der Aue befinden sich angelegte Artenschutzteiche und Ufergehölze.